# Исмаил, Гамиля
Гамиля Мухаммед Исмаил Мухаммед (араб. جميلة محمد إسماعيل محمد‎; род. 12 апреля 1966, Каир) — египетская телеведущая, журналист и политический деятель. Лидер либеральной Конституционной партии («Ад-Дустур») с 2022 года. Гражданская активистка, феминистка.

## Биография
Родилась 12 апреля 1966 года в Каире.
Дочь телережиссёра Фариды Арман (1938—2018), которая сняла для египетского телевидения более 400 документальных фильмов и множество музыкальных видеоклипов. Арман получила приз международного фестиваля телепрограмм о народном творчестве «Радуга», организуемого телевидением СССР.
Училась в школе «Гезира» в Замалеке.
В 1986 году окончила факультет массовых коммуникаций Каирского университета. Получила диплом переводчика в частном Американском университете в Каире.
Работала корреспондентом Newsweek, в 1990-е годы — телеведущей на государственном телевидении Египта («Масперо»).
После семилетнего перерыва, после «революции 25 января» вернулась на телевидение с программой اعادة نظر‎ на развлекательном телеканале «Ан-Нахар» (النهار‎), который начал вещание летом 2011 года.

## Политическая карьера
В 2001 году неудачно баллотировалась в верхнюю палату парламента — Совет шуры (Маджлис аш-Шура) в Центральном Каире.
Вместе с мужем Айманом Нуром (род. 1964) участвовала в основании либеральной партии «Аль-Гад» («Завтра»). Стала членом верховного совета партии.
Её муж Айман Нур, лидер египетской оппозиции был кандидатом на президентских выборах 2005 года. Гамиля Исмаил являлась пресс-секретарем кандидата в президенты Аймана Нура. В январе 2005 года Айман Нур был арестован по обвинению в фальсификации документов при регистрации партии в ноябре 2004 года, которое имело явно политическую подоплеку, и выпущен под залог в марте после заявления Государственного секретаря США Кондолизы Райс в его защиту. После президентских выборов 7 сентября, на которых Айман Нур занял второе место, он был в декабре помещён в СИЗО. 24 декабря уголовный суд Каира приговорил Аймана Нура к пяти годам тюрьмы.
После ареста мужа Гамиля Исмаил потеряла работу и средства к существованию. Даже частные телеканалы отказывались брать её на работу.
Накануне приговора Айману Нуру партия «Аль-Гад» раскололась, проправительственную фракцию возглавил Мустафа Муса Муса, другую — Гамиля Исмаил. В ноябре 2008 года проправительственная фракция попыталась захватить штаб-квартиру партии на площади Талаат Харб. В ходе столкновения штаб-квартиру сожгли, Гамиля Исмаил и её сторонники едва не погибли при пожаре.
Гамиля Исмаил участвовала в уличных протестах, требуя освобождения мужа.
Её муж Айман Нур освобождён «по состоянию здоровья» 18 февраля 2009 года. Освобождение Нура по слухам являлось условием визита президента США Барака Обамы, который состоялся 4 июня. Вскоре после освобождения, в апреле Нур и Исмаил развелись.
Присоединилась к оппозиционному движению «Национальная ассоциация за перемены», основанному Мохаммедом Эль-Барадеи. Основала женскую организацию «Египетские женщины за перемены», состоящую в основном из представительниц среднего и высшего класса, которые работали над продвижением роли женщин в демократических реформах.
Впервые баллотировалась как независимый кандидат в Палату представителей на парламентских выборах 29 ноября 2010 года в одномандатном округе в районе Каср-эль-Нил в Центральном Каире, месте проведения большинства продемократических демонстраций. Кампания была построена на борьбе с коррупцией правительства. Гамиля Исмаил выступила против квоты для женщин, которая на выборах 2010 года составила 64 места. Такая мера, утверждает она, способствует дискриминации, а не гендерному равенству.
Гамиля Исмаил была активной участницей «революции 25 января» против режима Хосни Мубарака. В первую ночь протестов был задержан её 21-летний сын Нур.
Баллотировалась на парламентских выборах 2011 года в одномандатном округе в районе аль-Муски.
После военного переворота 2013 года Айман Нур уехал в Турцию и основал телеканал «Эш-Шарк».
Гамиля Исмаил в 2012 году стала соучредителем Конституционной партии («Ад-Дустур»), основанной Мохаммедом Эль-Барадеи. После отставки Мохаммеда Эль-Барадеи в 2013 году баллотировалась на пост лидера партии. Новым лидером партии в феврале 2014 года избрана Хала Шукралла. Хала Шукралла получила 108 из 189 голосов, Гамиля Исмаил получила 57 голосов, врач Госсам Абдель Гхафар — 23 голоса.
22 июля 2022 года избрана главой Конституционной партии («Ад-Дустур»). Гамиля Исмаил получила 318 голосов, журналист Халед Дауд, лидер партии в 2017—2018 годах получил 192 голоса. Выборы прошли в штаб-квартире левой партии «Достоинство» («Аль-Карама»), поскольку у партии «Ад-Дустур» нет своей штаб-квартиры.
В сентябре 2023 года заявила о намерении баллотироваться на президентских выборах 2023 года. Являлась единственной женщиной, претендовавшей на пост президента. 11 октября отозвала свою заявку, объяснив своё решение рекомендацией генеральной ассамблеи партии. Являлась самым популярным кандидатом от оппозиции. После выдвижения последовали аресты десятков её сторонников.

## Личная жизнь
В 1989 году вышла замуж за политика Аймана Нура (род. 1964). У пары двое сыновей, Нур и Шади. Пара развелась после 20 лет брака, в 2009 году.